# Karl Hess: Toward Liberty
Karl Hess: Toward Liberty é um filme-documentário em curta-metragem estadunidense de 1980 dirigido e escrito por Roland Hallé e Peter W. Ladue. Venceu o Oscar de melhor documentário de curta-metragem na edição de 1981.